# Armia umarłych
Armia umarłych (ang. Army of the Dead) – amerykański horror z 2021 w reżyserii Zacka Snydera, łączący w sobie gatunki filmu o zombie i filmu heist. Produkcja miała swoją premierę 14 maja 2021 w niektórych kinach na terenie Stanów Zjednoczonych oraz w dniu 21 maja 2021 na platformie streamingowej Netflix.

## Fabuła
Amerykański konwój wojskowy jadący ze Strefy 51 zderza się z samochodem na autostradzie pod Las Vegas. Ładunek konwoju - zombie, ucieka, zabijając i infekując kilku żołnierzy przed wyruszeniem do miasta. Tam nieumarli zarażają większość mieszkańców miasta, zanim rząd zdecyduje się poddać mieszkańców kwarantannie. Po tym gdy całe miasto zostaje opanowane przez hordy żywych trupów, Bly Tanaka - właściciel jednego z kasyn zwraca się do byłego najemnika Scotta Warda z propozycją pracy jaką jest odzyskanie 200 milionów dolarów ze skarbca swojego kasyna w Vegas, zanim wojsko przeprowadzi taktyczny atak nuklearny na miasto. Ward zgadza się i rekrutuje swoich byłych kolegów z drużyny: Marię Cruz i Vanderohe oraz pilotkę helikoptera - Marianne Peters, a także niemieckiego kasiarza Ludwiga Dietera i strzelca wyborowego i influencera chicano Mikey’a Guzmana, który zabiera ze sobą swoją współpracowniczkę Chambers. Martin - ochroniarz Tanaki dołącza do zespołu, aby dać im dostęp do kasyna. Tymczasem Ward prosi swoją córkę Kate, która pracuje w obozie kwarantanny aby ta pomogła im przedostać się przez mury zabezpieczające miasto od reszty świata. Kate kieruje ich do Lily, przemytniczki znającej aglomerację, która również rekrutuje Burta Cummingsa - ochroniarza obozu. Kiedy Kate dowiaduje się, że Lily eskortowała swoją przyjaciółkę Geetę do Vegas, Kate nalega na dołączenie do zespołu, mimo sprzeciwu swojego ojca. Podczas podróży do skarbca ujawniają się prawdziwe zamiary Tanaki i Martina, którym wcale nie zależy na pieniądzach ukrytych w kasynie...

## Obsada
- Dave Bautista jako Scott Ward
- Ella Purnell jako Kate Ward
- Omari Hardwick jako Vanderohe
- Ana de la Reguera jako Maria Cruz
- Matthias Schweighöfer jako Ludwig Dieter
- Nora Arnezeder jako Lily
- Tig Notaro jako Marianne Peters
- Raúl Castillo jako Mikey Guzman
- Hiroyuki Sanada jako Bly Tanaka
- Garret Dillahunt jako Martin
- Theo Rossi jako Burt Cummings
- Huma Qureshi jako Geeta
- Samantha Win jako Chambers
- Richard Cetrone jako Zeus
- Athena Perample jako Królowa

## Produkcja i oceny
Snyder wpadł na pomysł Army of the Dead jako „duchowego następcy” swojego debiutanckiego filmu z 2004 roku - Świt żywych trupów. Pod koniec marca 2007 dziennik Daily Variety ogłosił informację, że Warner Bros. Pictures wyprodukowałoby film o zombie Army of the Dead na podstawie tytułowej powieści autorstwa samego Snydera. Projekt, pochodzący z Warner Bros. Pictures, ogłoszono w 2007 roku wraz z Matthijsem van Heijningenem Jr. jako reżyserem potencjalnej produkcji. Prace nad filmem zostały jednak zamrożone na kilkanaście lat, zanim Netflix nabył prawa do dystrybucji w 2019 roku.
Zdjęcia do filmu ruszyły 15 lipca 2019 w Albuquerque w stanie Nowy Meksyk, Los Angeles i Las Vegas. We wrześniu plan filmowy przeniesiono do Atlantic City w New Jersey, gdzie kręcono sceny w kasynie Atlantic Club Casino Hotel. 
W dniu 21 maja 2021 została wydana oficjalna ścieżka dźwiękowa do filmu pod nazwą Army of the Dead (Music From the Netflix Film), skomponowana przez Toma Holkenborga. Motywem przewodnim filmu stał się utwór Elvisa Presleya - "Viva Las Vegas" (wykonane przez Richarda Cheese i Allison Crowe), a także "Suspicious Minds", "Bad Moon Rising" (utwór coverowany przez Thea Gilmore), "Do You Really Want to Hurt Me" zespołu Culture Club oraz akustyczną wersję utworu Zombie zespołu The Cranberries.
Portal Rotten Tomatoes ocenił produkcję notą 6.1/10 (przy 70% ocen pozytywnych) oraz skomentował film w następujący sposób: „Army of the Dead to ambitna, przesadna mieszanka filmu o zombie i heist filmu, która przywraca Zacka Snydera z powrotem do korzeni gatunku z odpowiednio krwawym powitaniem”. Film otrzymał mieszane recenzje od krytyków, z uznaniem za obsadę, humor i sekwencje akcji, ale został jednocześnie skrytykowany za czas trwania, ton emocjonalny i ogólną realizację założeń scenariuszowych. Witryna Metacritic oceniła film przyznając produkcji recenzje „mieszane lub przeciętne”.